# Старт (Чугуїв)
«Старт» — український футбольний клуб з міста Чугуїв Харківської області. Один з найтитулованіших клубів у регіоні. Виступає в чемпіонаті Харківської області.

## Історія
Футбольна команда «Старт» була заснована в Чугуєві у XX столітті. З моменту свого заснування виступала в регіональних футбольних змаганнях.
У 1956 році «Старт» виступав у Кубку УРСР, де дійшов до 1/4 фіналу й поступився запорізькому «Машинобудівнику», 0:1. У цьому ж році чугуївці вперше стають чемпіонами Харківської області. Загалом же цей титул команда завойовувала 9 разів, що є 3-м показником у списку найтитулованіших клубів області (випереджають чугуївцівза цим показником лише куп'янські «Локомотива» та «Металург»).
У 1960-х роках «Старт» був одним з найуспішніших клубів УРСР. У 1960 році команда завоювала Кубок України серед КФК, в фіналі обігравши «Авангард» (Шостка), 3:1. Наступного року «Старт» повторив своє досягнення. Цього разу у фіналі був обіграний «Шахтар» (Смолянка), 1:0. У 1961 році чугуївці завоювали Кубок СРСР серед КФК. Команду в ті роки тренував Олександр Андрійович Бутенко. Незважаючи на такі успіхи «стартівці» так і не отримала звання «команди майстрів». У 1980 році «Старт» було розформовано.
У 2011 році команду було відроджено. У новітній історії «Старт» вигравав чемпіонство й бронзу в першій лізі чемпіонату Харківської області. У 2016 році команда понизилася в класі через погіршення фінансування, перейшовши в чемпіонат Чугуївського району, де того ж року посіла 2 місце.

## Досягнення
- Кубок СРСР серед КФК
  -  Володар (1): 1961[1]
  -  Фіналіст (1): 1960[1]

- Кубок УРСР
  -  Володар (2): 1960[1], 1961[1]
  - 1/2 фіналу (2): 1963, 1965

- Вища ліга чемпіонату Харківської області
  -  Чемпіон (9): 1956[1], 1957[1], 1958[1], 1959[1], 1960[1], 1961[1], 1962[1], 1963[1], 1965[1]
  -  Срібний призер (1): 1964[1]

- Перша ліга чемпіонату Харківської області
  -  Чемпіон (2): 2012, 2013
  -  Бронзовий призер (1): 2011

- Кубок Харківської області
  -  Володар (1): 1969[1]

## Відомі тренери
- 1952–1962: Олександр Бутенко
- 1974: Леонід Островський
- 2011–2012: Олександр Лушпенко